# Albume

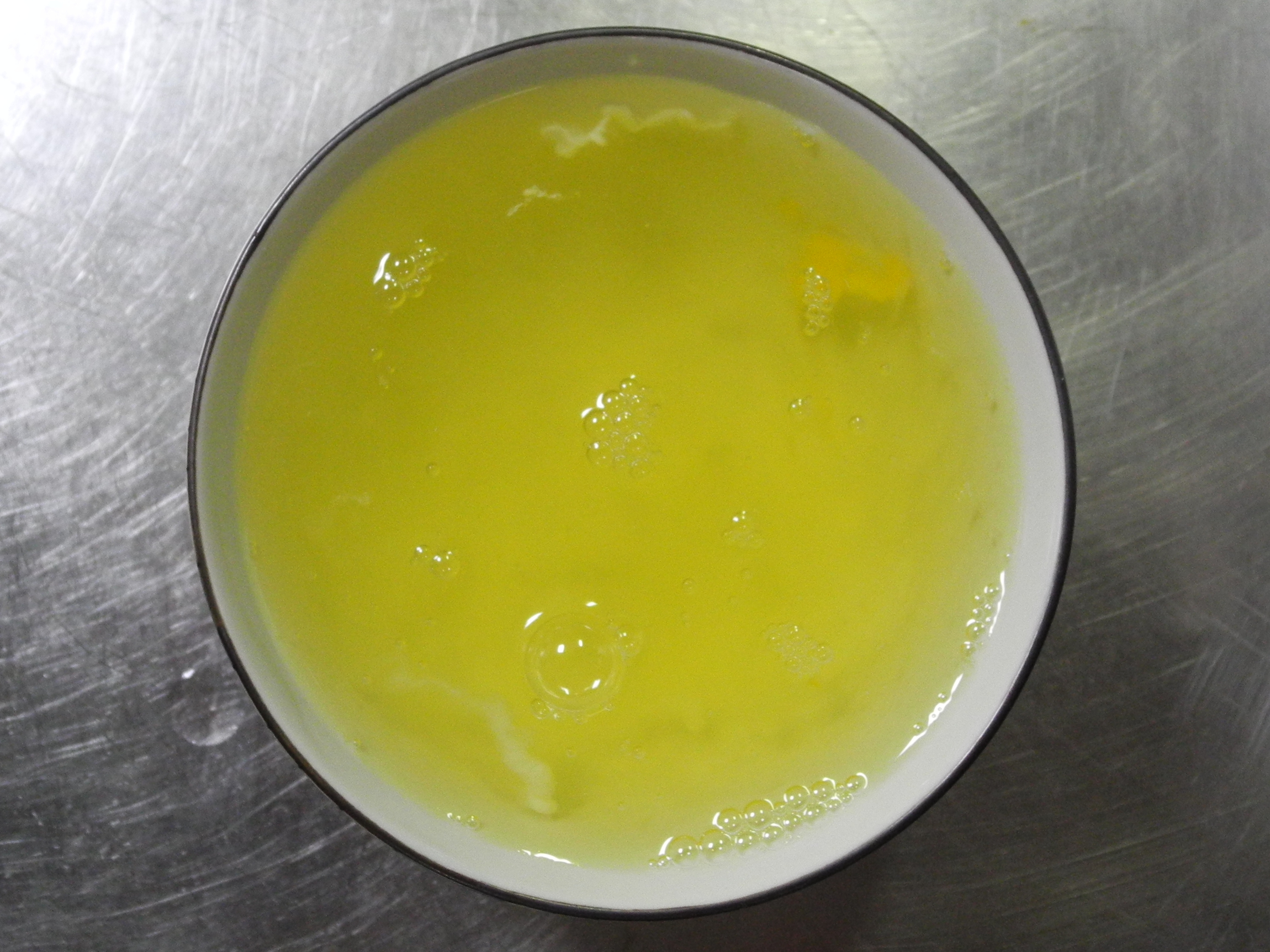
Albume d'uovo di gallina separato dal tuorlo e raccolto in un recipiente. Viene spesso impiegato in cucina.

L'albume è un componente delle uova degli uccelli e dei rettili.
Nelle uova degli uccelli l'albume è composto da tre strati, due esterni più fluidi e uno interno più spesso, gelificato, che tende a rimanere attaccato al tuorlo quando si rompe un uovo fresco.
Il ruolo primario dell'albume è protettivo nei confronti del tuorlo, fungendo da conservante naturale. L'albume agisce contro i batteri che possono contaminare il tuorlo compromettendo lo sviluppo dell'embrione, essendo capace di deteriorarsi a un ritmo sufficientemente lento a garantirne la protezione durante l'intera cova.
La composizione chimica dell'albume vede una quantità di acqua pari a circa il 90 % del suo peso; il resto è composto di proteine (~ 9 %), sali minerali (magnesio, sodio e potassio), vitamine del gruppo B, e glucosio libero (0,8 %). A differenza del tuorlo, non contiene lipidi.
Solitamente l'albume coagula a 62 °C.
L'albume è l'alimento che contiene le più alte dosi dell'aminoacido metionina, il cui metabolismo produce omocisteina.

## Schiuma

Rappresentazione visuale della denaturazione di una proteina. Una proteina globulare diventa non ripiegata quando esposta al calore.

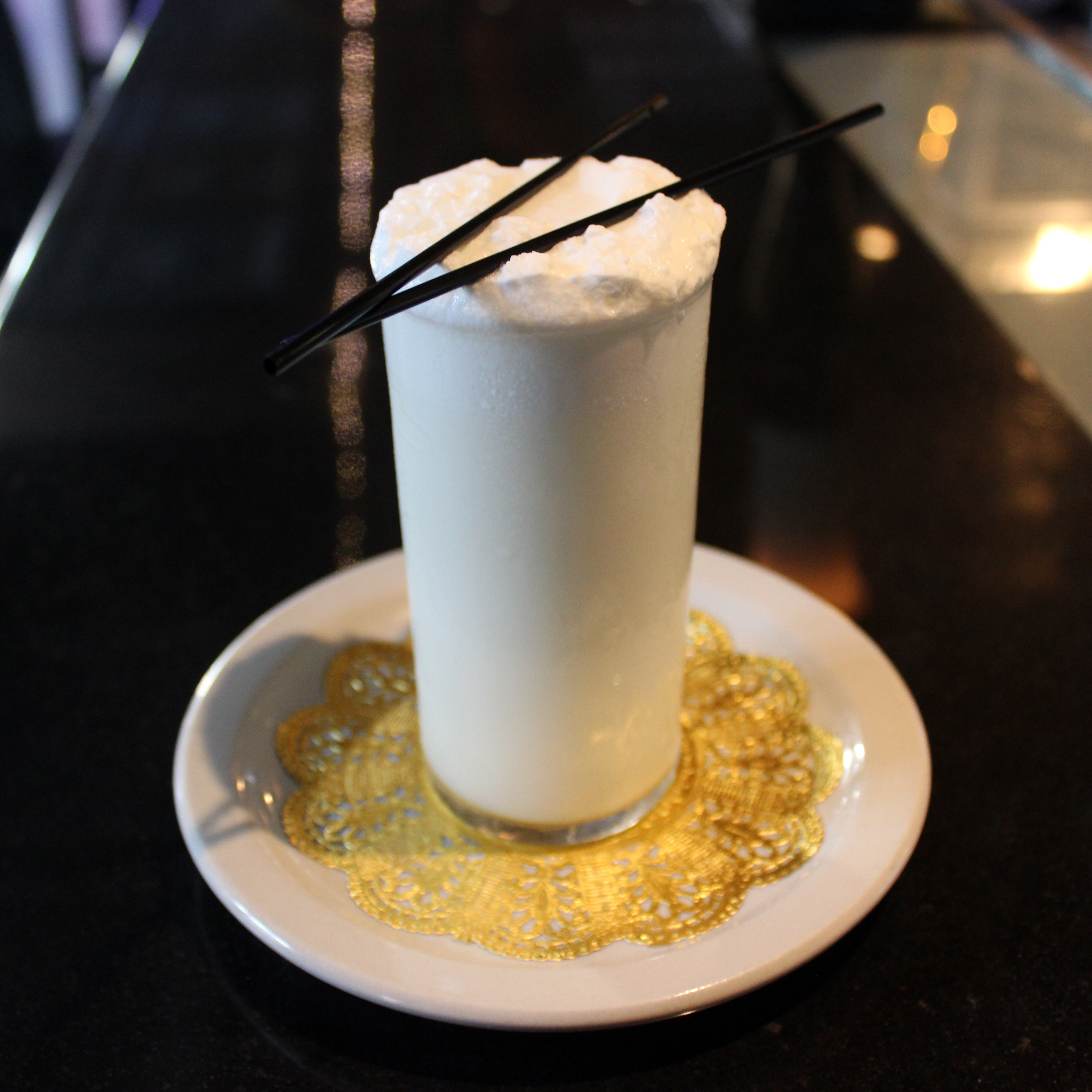
Albumi aerati sono usati spesso nelle ricette dei cocktail shakerati, come questo Ramos gin fizz, per motivi di consistenza e di estetica.

Lo stress fisico di sbattere gli albumi può creare schiuma. Sono due i tipi di stress che possono essere provocati nello sbattere l'albume con una frusta da cucina.
Il primo avviene quando la frusta trascina il liquido attraverso di sé, provocando una forza che dispiega le molecole delle proteine. Questo processo è chiamato denaturazione.
Il secondo tipo di stress fisico viene dal mescolarsi di aria dentro gli albumi, che induce le proteine a uscire dal proprio stato naturale. Queste proteine denaturate si raccolgono assieme dove l'aria e l'acqua s'incontrano e creano legami multipli con le altre proteine srotolate. In questo modo formano una schiuma, trattenendo sul posto l'aria incorporata, perché le proteine sono formate da amminoacidi; alcuni sono idrofili (sono attratti dall'acqua) e altri sono idrofobici (sono respinti dall'acqua). Questo processo è chiamato coagulazione.
Nel gergo della cucina, sbattere gli albumi viene detto "montare a neve gli albumi". Quando si sbattono, gli albumi vengono classificati in tre fasi a seconda delle punte che formano quando lo sbattitore viene sollevato: punte soffici, ferme e rigide. Uova sbattute eccessivamente assumono un'apparenza asciutta e alla fine collassano.
Gli albumi non montano correttamente se sono esposti ad una qualunque forma di grassi, come gli oli alimentari o i grassi contenuti nei tuorli delle uova.

### Stabilizzare le uova per scopi di cucina

#### Ciotola di rame
Ciotole di rame sono state impiegate in Francia dal XVII secolo per stabilizzare la schiuma delle uova. Il rame assiste nel creare legami più compatti in elementi contenenti solfuro, come gli albumi. Il legame creato è così compatto che i solfuri non riescono a reagire con altri materiali. Una ciotola placcata d'argento ha lo stesso risultato di quella di rame, come anche un pizzico di rame in polvere ad uso alimentare usato in una ciotola di vetro. Gli svantaggi della ciotola di rame includono il costo della ciotola stessa e la difficoltà nella pulizia della ciotola. La contaminazione di rame dalla ciotola è minima, visto che una tazza di schiuma contiene un decimo del normale fabbisogno giornaliero di una persona.

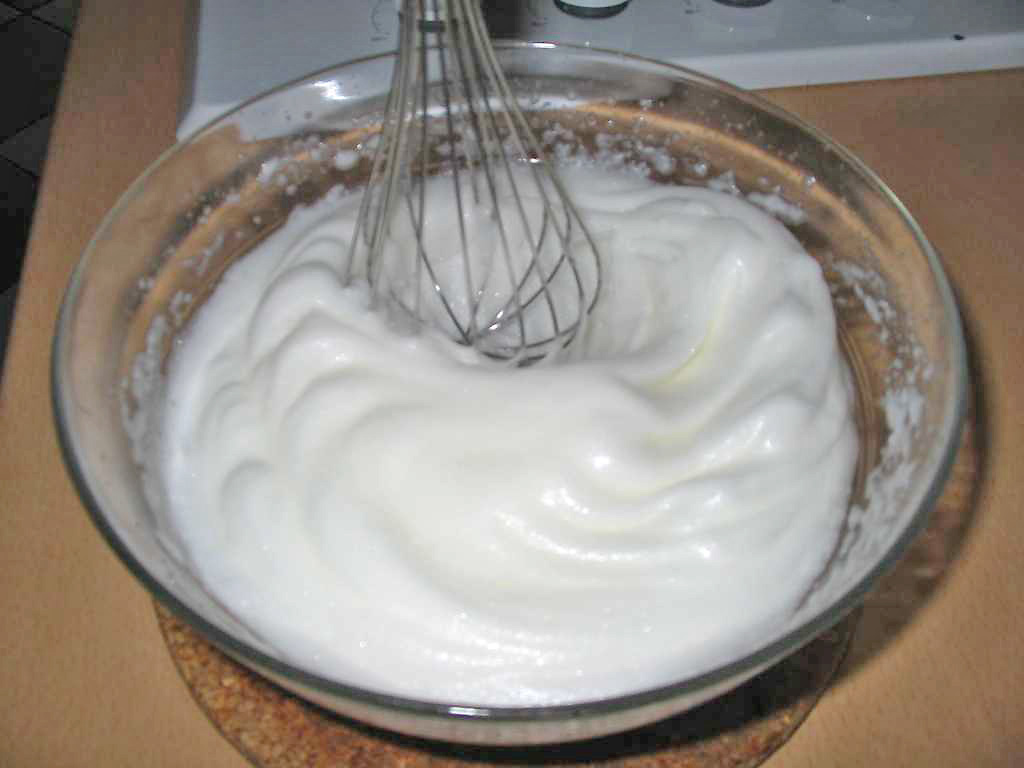
Albumi sbattuti.

## Questioni sanitarie
Nonostante gli albumi siano apprezzati come fonte di nutrimento con pochi grassi e ricchi di proteine, una piccola quantità di persone non può consumarle. L'allergia alle uova è più frequente tra i bambini che ne gli adulti, e la maggior parte dei bambini guariscono all'età di cinque anni. Le reazioni allergiche riguardanti l'albume sono più comuni di quelle riguardanti il tuorlo. In aggiunta alle vere reazioni allergiche, alcune persone manifestano intolleranze alimentari agli albumi.
Le uova sono sensibili alle contaminazioni con Salmonella. La cottura completa elimina il pericolo diretto (cioè albumi cotti che sono solidi e non acquosi), il pericolo di contaminazione rimane se le persone maneggiano uova contaminate e poi toccano altro cibo con attrezzi di cucina, spargendo così i batteri.

## Utilizzi
L'albume viene utilizzato come agente chiarificante, soprattutto nella stabilizzazione e chiarificazione del vino. L'albume può anche essere aggiunto nei cocktail shakerati per creare una delicata schiuma. Alcune proteine in polvere utilizzano l'albume come fonte primaria di proteine.
Negli anni '50 del Settecento, si credeva che l'albume aiutasse a ridurre il gonfiore, ed era spesso utilizzato per quello scopo. Per aiutare le zone afflitte, l'albume veniva mescolato al bolo armeno. L'albume era anche utilizzato nella rilegatura dei libri, in particolare nel processo della doratura, in modo da far aderire la foglia oro, le tinte e lucidare la copertina.
L'albume era anche utilizzato nella seconda metà dell'Ottocento per lo sviluppo fotografico. Questo processo era chiamato stampa all'albume (o all'albumina).